# Билевский, Богуш
Богуш Билевский (пол. Bogusz Bilewski; 25 сентября 1930 — 14 сентября 1995) — польский актёр театра, кино, радио и телевидения, также актёр озвучивания.

## Биография
Богуш Билевский родился во Стараховице, в Свентокшиском воеводстве Польши. Актёрское образование получил в Государственной высшей театральной школе в Кракове, которую окончил в 1954 году. Дебютировал в театре в 1954 г. Актёр театров в Гданьске и Варшаве. Выступал также в спектаклях польского «театра телевидения» с 1960 года и «театра Польского радио» с 1963 года. Умер во Вроцлаве. Похоронен на кладбище Старые Повонзки в Варшаве.

## Избранная фильмография
актёр
- 1955 — Часы надежды / Godziny nadziei
- 1956 — Зимние сумерки / Zimowy zmierzch
- 1958 — Король Матиуш I / Król Maciuś I
- 1958 — История одного истребителя / Historia jednego myśliwca
- 1959 — Ранчо Техас / Rancho Texas
- 1962 — Голос с того света / Głos z tamtego świata
- 1962 — Одно другого интересней / Wielka, większa i największa
- 1964 — Первый день свободы / Pierwszy dzień wolności
- 1964 — Рукопись, найденная в Сарагосе / Rękopis znaleziony w Saragossie
- 1965 — Выстрел / Wystrzał
- 1967 — Вестерплатте / Westerplatte
- 1968 — Пароль «Корн» / Hasło Korn
- 1969 — Пан Володыёвский / Pan Wołodyjowski
- 1969 — Приключения пана Михала / Przygody pana Michała
- 1970 — Польский альбом / Album polski
- 1970 — Локис / Lokis. Rękopis profesora Wittembacha
- 1970 — Перстень княгини Анны / Pierścień księżnej Anny
- 1971 — Кардиограмма / Kardiogram
- 1971 — Не люблю понедельник / Nie lubię poniedziałku
- 1971 — Эпидемия / Zaraza
- 1972 — Коперник / Kopernik
- 1973 — Большая любовь Бальзака / Wielka miłość Balzaka
- 1973 — Яношик / Janosik
- 1974 — Потоп / Potop
- 1974 — День рождения Матильды / Urodziny Matyldy
- 1975 — Грех Антония Груды / Grzech Antoniego Grudy
- 1975 — Бенямишек / Beniamiszek — Яцек Жегота — главная роль
- 1976 — Лозунг / Hasło
- 1978 — Кошки это сволочи / Koty to dranie
- 1979 — Ария для атлета / Aria dla atlety
- 1979 — Отец королевы / Ojciec królowej
- 1980 — Карьера Никодима Дызмы / Kariera Nikodema Dyzmy
- 1982 — Пепельная среда / Popielec
- 1986 — Путешествие пана Кляксы / Podróże Pana Kleksa
- 1986 — Перстень и роза / Pierścień i róża
- 1986 — Предупреждения / Zmiennicy (только в 11-й серии)
- 1988 — Бесы / Les Possédés
- 1988 — Красный цвет папоротника / Przeprawa
- 1990 — Торговец / Kramarz
- 1993 — Случай Пекосинского / Przypadek Pekosińskiego

### Дубляж
- Волчье эхо
- Все псы попадают в рай
- Пётр Великий
- Я, Клавдий

## Признание
- 1974 — Серебряный Крест Заслуги.